# Warrior of Rome
Warrior of Rome (シーザーの野望, Caesar no Yabou, Ambition of Caesar) est un jeu vidéo de type wargame, se déroulant en temps réel, développé et publié par Micronet co., Ltd. en 1991 sur Mega Drive. Il a connu une suite, Warrior of Rome II,.